# Lina Attalah
Lina Attalah (in arabo لينا عطاالله‎?; Il Cairo, 1982) è una giornalista e attivista egiziana, cofondatrice e caporedattrice del quotidiano on-line Mada Masr. È stata caporedattrice del quotidiano Egypt Independent prima della chiusura dell'edizione stampata nel 2013. È attiva nella lotta contro la repressione del giornalismo indipendente da parte del regime dittatoriale di al-Sisi. Il settimanale Time nel 2017 l'ha definita "leader della nuova generazione" e successivamente l'ha inserita nella lista delle 100 persone più influenti del 2020.

## Biografia
Nata da famiglia cristiana, Attalah ha studiato al Collegio del Mondo Unito dell'Adriatico a Duino, in provincia di Trieste. Ha studiato giornalismo all'Univeristà Americana del Cairo. Ha pubblicato articoli sia per quotidiani egiziani sia per il libanese The Daily Star, sia per l'agenzia di stampa canadese Thomson Reuters.

### Attività giornalistica
Nel 2005 si è recata nel Darfur, dove si è occupata del conflitto in atto in quel Paese per conto della BBC. Ha poi seguito la rivoluzione siriana nel 2011 per conto di Egypt Independent e le elezioni presidenziali iraniane nel 2013 per il Guardian.
Si è occupata di molti fatti importanti in Egitto, ed è stata fra i giornalisti picchiati dalle forze di sicurezza mentre seguivano le proteste della rivoluzione del 2011.

#### Arresti
Nel novembre nel 2019 è stata arrestata e trattenuta per qualche ora, assieme ad altri colleghi di Mada Masr, per aver pubblicato un articolo in cui spiegavano il piano di rimuovere uno dei figli del dittatore al-Sisi dal servizio segreto GIS e trasferirlo all'ambasciata egiziana a Mosca, per evitare che la sua presenza sui media mettesse in cattiva luce il dittatore.
Il 18 maggio 2020 Attalah è stata arrestata mentre si trovava all'esterno del carcere di Tora e stava intervistando la madre dell'attivista Alaa Abd el-Fattah ivi detenuto; Attalah è stata rilasciata su cauzione tre ore dopo.

## Riconoscimenti
Lina Attalah ha ricevuto il Knight International Journalism Award dall'International Center for Journalism di Washington, con una cerimonia che si è svolta in videoconferenza nell'ottobre 2020.
Nel 2020 ha ricevuto anche il Prize for Independece (Premio per il giornalismo indipendente) di Reporter senza frontiere, e l'Hermann-Kesten-Förderpreis della sezione tedesca di PEN International.
Nel marzo 2022 è stata insignita del titolo di Cavaliere dell'Ordine delle arti e delle lettere presso l'ambasciata francese al Cairo.